# Luis V de Baviera
Luis V de Baviera (1315-1361) fue un noble, duque de la Alta Baviera, margrave de Brandeburgo y conde de Tirol. Luis era miembro de la Casa de Wittelsbach, hijo mayor de Luis IV de Baviera, emperador del Sacro Imperio Romano Germánico entre 1328 y 1347 y de su primera esposa Beatriz de Silesia.
Luis fue nombrado margrave de Brandeburgo por su padre en 1323, recibiéndolo como feudo imperial. Como tal, Luis contribuyó a la Declaración de Rhense en 1338. El gobierno de la familia Wittelsbach en Brandeburgo nunca gozó de gran apoyo popular. Como consecuencia del asesinato del preboste Nicolás de Bernau, por ciudadanos de Berlín en 1325, la ciudad fue castigada con un interdicto papal. Desde 1328 en adelante Luis estuvo en guerra contra el ducado de Pomerania, que el reclamaba; el conflicto no terminó hasta 1333, cuando renunció a sus pretensiones.
Cuando su padre murió en 1347, Luis le sucedió como duque de Baviera y conde de Holanda y de Hainaut junto con sus cinco hermanos. En 1349, se repartieron Baviera y las posesiones de los Wittelsbach en los Países Bajos entre los distintos miembros de la familia: sus hermanos menores, Luis VI el Romano, Otón V de Baviera y él recibieron la Alta Baviera y sus hermanos Esteban II, Guillermo III de Henao y Alberto recibieron la Baja Baviera, Holanda y Henao.